# Tamara Sušić
Tamara Sušić (ur. 28 października 1990 w Čapljinie) – chorwacka siatkarka, reprezentantka kraju, grająca na pozycji środkowej. 

## Sukcesy klubowe
Liga rumuńska:
- 2016

Klubowe Mistrzostwa Świata:
- 2016